# Lernanthropus
Lernanthropus is een geslacht van eenoogkreeftjes uit de familie van de Lernanthropidae. De wetenschappelijke naam van het geslacht is voor het eerst geldig gepubliceerd in 1822 door Henri Marie Ducrotay de Blainville.
Lernanthropus is een omvangrijk geslacht met meer dan 130 beschreven soorten, dat in alle wereldzeeën voorkomt. De meeste soorten zijn gevonden in de Atlantische en de Indische Oceaan.
Lernanthropus is een van de meest voorkomende geslachten van parasitaire eenoogkreeftjes. Ze leven hoofdzakelijk op kieuwen van vissen. L. kroyeri bijvoorbeeld is een parasiet die vaak voorkomt bij de Europese zeebaars, die in de Middellandse Zee in aquacultuur gekweekt wordt. Carl Heider vermeldde in 1879 in een monografie over Lernanthropus dat een zwarte ombervis vaak rond twintig wijfjes van L. gislerli had en hooguit drie mannetjes. De mannetjes hechten zich aan een (groter) wijfje; wanneer men ze scheidt kruipt het mannetje naar een ander wijfje om zich daar snel aan vast te klampen.